# Habi, la extranjera
Habi, la extranjera es una película coproducción de Argentina y Brasil dirigida por María Florencia Álvarez sobre su propio guion que se estrenó en 2013 y fue protagonizada por Martina Juncadella y  Martín Slipak. Después de ser exhibida por primera vez en el Festival Internacional de Cine de Berlín, la película participó en el 15° Festival Internacional de Cine Independiente de Buenos Aires en la sección competencia argentina.

## Sinopsis
Una joven veinteañera viaja desde su provincia natal a la ciudad de Buenos Aires para repartir unas artesanías y allí toma contacto accidentalmente con la religión musulmana hasta llegar a ser parte de la comunidad islámica.

## Reparto
- Martina Juncadella - Analía / Habi
- Martín Slipak – Hassan
- María Luisa Mendonça – Margarita
- Lucía Alfonsín – Yasmín
- Paula Baldini – Fátima
- Diego Velázquez - Horacio
- Paloma Álvarez Maldonado - Karina
- Ana Ascelrud - Encargada Pensión
- Vanesa Maja - Inquilina Cable
- Mohsen Gabriel Ali - Sheij
- Khalil Dircie - Jague
- Anahí Martella - Secretaria Escribanía

## La investigación
La directora comenzó en 2007 a investigar sobre el tema, lo que, además de leer sobre la materia, incluyó conversaciones con personas conocedoras del Islam y con jóvenes seguidores de esta religión, participación en los ritos de la comunidad islámica, asistencia a las clases de formación y un viaje a Túnez que la directora calificó de experiencia breve pero significativa para ella y la película.

## Premios y candidaturas
Por su actuación en este filme Martina Juncadella fue candidata al Premio Cóndor de Plata a la mejor actriz de 2014.

## Críticas
Julia Montesoro en La Nación opinó que en este filme:

«Martina Juncadella compone formidablemente a esta veinteañera en busca de su identidad, en esta sensible y profunda ópera prima de María Florencia Álvarez, una bienvenida incorporación al cine de alto vuelo..»

Griselda Soriano en el sitio web haciendocine escribió:

… una vuelta de tuerca interesante a un tema más que transitado por el cine argentino de las últimas décadas: los jóvenes en búsqueda de su identidad…. Martina Juncadella, que encarna a Habi, sabe ir corriéndose de a poquito del estereotipo de chica cándida del interior para ir mostrando una complejidad bastante más interesante y construir un personaje adorable...La historia sencilla –pero rica-…estaba llena de riesgos, pero María Florencia Álvarez logró evadir las obviedades, la apatía y la emoción forzada para llevarla a buen puerto. Su debut resultó toda una sorpresa (y de las buenas).

Juan Pablo Russo en el sitio escribiendocine dijo del filme:

María Florencia Álvarez utiliza la excusa de la introducción de un extraño dentro de una comunidad que le es ajena en todo sentido para hablar de la identidad y la búsqueda de ese lugar en el mundo… Casi de manera antropológica va recorriendo a través del interés de la protagonista los modos y costumbres de quienes viven de una manera diferente...notables trabajos actorales e impecable desde lo técnico...un muy buen desembarco en el largometraje de María Florencia Álvarez, una cineasta, constructora de climas intensos y atmósferas bucólicas.